# سيكو درامي
سيكو درامي (بالفرنسية: Sékou Dramé)‏ هو لاعب كرة قدم غيني في مركز الدفاع، ولد في 23 ديسمبر 1973 في كوناكري في غينيا. لعب مع لخ بوزنان ونادي ستاد أبيدجان.

## وصلات خارجية
- سيكو درامي على موقع الاتحاد الدولي (مؤرشف)  (الإنجليزية)
- سيكو درامي على موقع قاعدة بيانات كرة القدم.إي يو (الإنجليزية)
- سيكو درامي على موقع ناشيونال فوتبول تيمز (الإنجليزية)